# Îlot de Spano
Pour les articles homonymes, voir Spano.
L'îlot de Spano (en corse isula di Spanu) est une petite île baignée par la mer Méditerranée, située sur la commune de Lumio dans le département de la Haute-Corse et la collectivité territoriale de Corse.

## Géographie

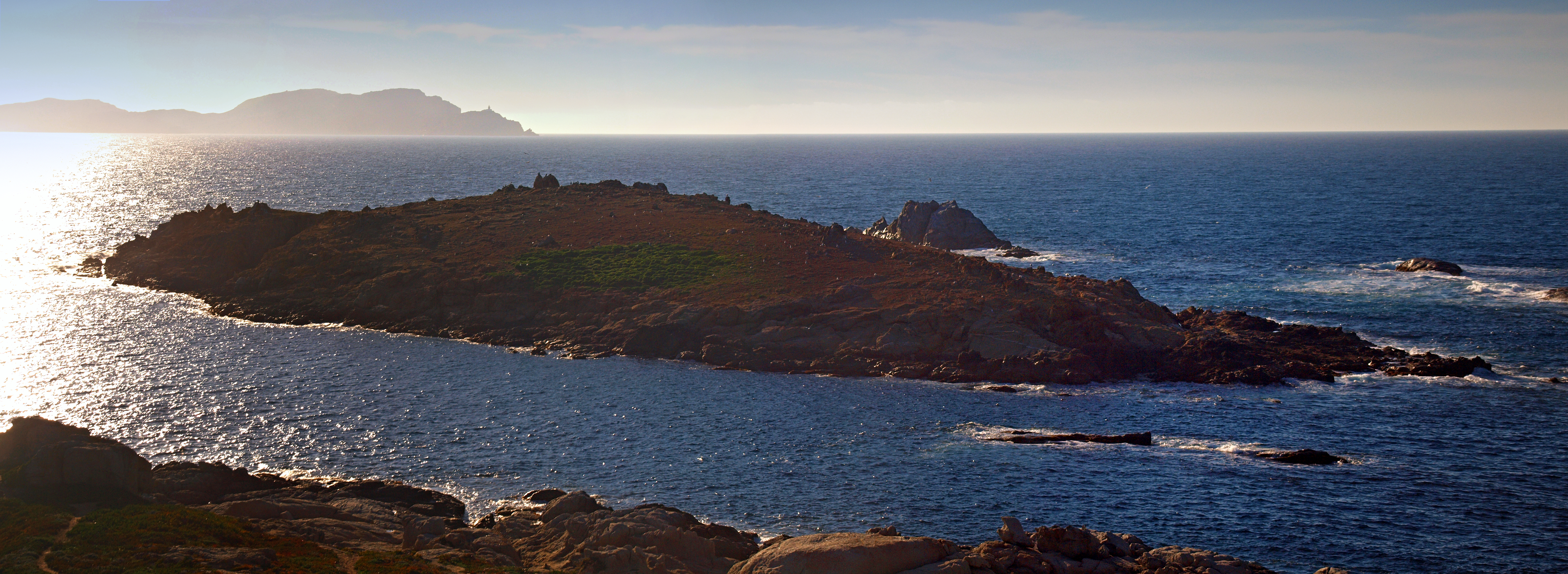
Îlot de Spano

L'îlot de Spano est situé au nord-ouest de la commune de Lumio en Balagne, à moins d'une centaine de mètres de la pointe côtière de Spano. Il ferme au nord le golfe de Calvi, limité à l'autre extrémité par la pointe de la Revellata . Du fait de sa position, il est soumis aux vents dominants de nord et d'ouest (mistral et libeccio).
L'îlot, de forme allongée, possède au nord un îlot secondaire ainsi que des écueils autour de son extrémité orientale.

## Géologie
L'îlot rocheux a une superficie de 2,3 ha et est haut de 14 m. Il présente un habitat d'îlots, bancs rocheux et récifs, couvert d'une végétation rase qui accueille une importante colonie d'oiseaux marins. Sa couverture végétale est typique des zones littorales très exposées aux vents violents chargés d'embruns et dont les sols sont assez souvent squelettiques avec de nombreux affleurements rocheux.

## Environnement

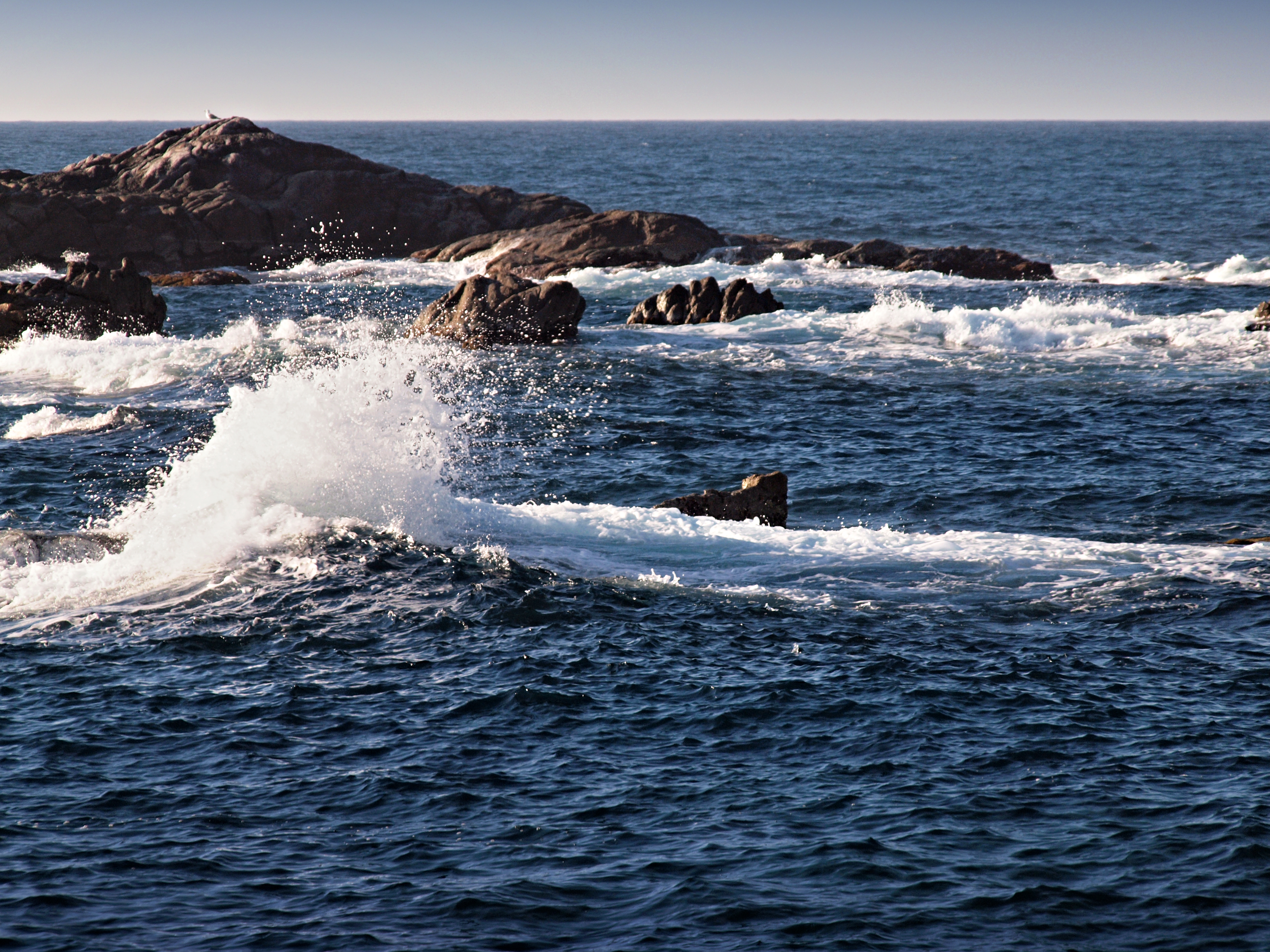
Îlots de Spanu

Séparé du littoral par un bras de mer, il n'est pas accessible à pied, ce qui en fait un espace naturellement protégé des visiteurs nombreux sur le site naturel de Punta di Spanu. Les goélands d'Audouin qu'on peut y observer sont toutefois une espèce occasionnelle en ce lieu.

### Site du Conservatoire du Littoral
L'îlot de Spano a une superficie de 23 ha. Il fait partie du site de Spanu, propriété du Conservatoire du littoral, repris à l'Inventaire national du patrimoine naturel sous le nom de SPANU (FR1100051).

### ZNIEFF
L'îlot fait partie de la zone naturelle d'intérêt écologique, faunistique et floristique appelée « ZNIEFF : ILOT ET POINTE DE SPANO » (2e génération). Si l'on n'y rencontre qu'une seule espèce déterminante, la monocotylédone Helicodiceros muscivorus, il existe en revanche plusieurs espèces animales (insectes, mammifères, oiseaux et reptiles) intéressantes qui s'y reproduisent.